# Biette
Pour les articles homonymes, voir Biette (homonymie).
La Biette ou le Biette, ou la Lawe Bé, est un cours d'eau du département du Pas-de-Calais, en région Hauts-de-France et un affluent gauche de la Lawe, donc un sous-affluent de l'Escaut par la Lys.

## Géographie
La longueur de son cours est de 8,9 km. La Biette prend source au sud de la commune de Diéval, à 121 m d'altitude, le long de la route départementale D 941 ou la route nationale N41.
Elle coule globalement du sud-ouest vers le nord-est et suit la route nationale 41.
Elle conflue en rive gauche de la Lawe, dans le parc de la Lawe, à 55 m d’altitude, au sud-ouest de la commune de Bruay-la-Buissière.

### Communes et cantons traversés
Dans le seul département du Pas-de-Calais, la Biette traverse les quatre communes suivantes, dans deux cantons, de l'amont vers l'aval, de Diéval (source), Ourton, Divion, Bruay-la-Buissière (confluence).
Soit en termes de cantons, la Biette prend source dans le canton d'Auchel et conflue dans le canton de Bruay-la-Buissière, le tout dans l'arrondissement de Béthune.

### Bassin versant
Le bassin versant du Biette est de 21 km2 et sa pente moyenne de 8 %⁰. Son occupation est essentiellement de type agricole.

## Affluent
La Biette a un seul affluent référencé :
- le Diéval (rg), 0,9 km[6]

Donc son rang de Strahler est de deux.
À noter qu’aucune des trois sources du Diéval ne coule plus depuis plusieurs années, et probablement définitivement.

## Aménagements et écologie
Une station d'épuration est implantée au nord-est de Diéval, à 112 m d'altitude. Une piscine est implantée cité de la Briqueterie, sur la commune de Divion, au nord à côté du collège Henri Wallon.